# Plexippoides potanini
Plexippoides potanini är en spindelart som beskrevs av Prószynski 1976. Plexippoides potanini ingår i släktet Plexippoides och familjen hoppspindlar. Inga underarter finns listade i Catalogue of Life.